# Jeux de l'Extrême-Orient 1921
Navigation
Édition précédente Édition suivante
Les Jeux de l'Extrême-Orient de 1921 sont la cinquième édition de cette compétition multisports; ils ont opposé la Chine, le Japon et les Philippines, et se sont tenus du 30 mai au 3 juin à Shanghai, dans la République de Chine. C'est la deuxième fois que Shanghai a accueilli l'événement. L'Inde, la Malaisie, le Siam, Ceylan et Java ont tous été invités à participer aux Jeux, mais ne l'ont pas fait en raison des frais d'envoi d'équipes à Shanghai.
Pendant les jeux, Lou Salvador des Philippines a établi le record de tous les temps pour le plus de points marqués par un joueur lors d'un match pendant une compétition internationale de basket-ball. Il a marqué 116 points pour les Philippines contre la Chine pour récupérer la médaille d'or.
Les femmes ont été incluses dans les jeux pour la première fois. Bien qu'aucune femme n'ait participé à des événements sportifs, environ 830 écolières de Shanghai ont fait une démonstration de gymnastique de masse.
La cérémonie d'ouverture a vu tous les participants applaudir à la fois les visiteurs japonais et la foule chinoise. La délégation japonaise contenait des athlètes de Taïwan (l'ancienne île chinoise alors sous domination japonaise ), mais il n'y a aucune trace de réaction chinoise à ce sujet. La cérémonie de clôture a été entachée par six manifestants anarchistes du Hunan qui ont perturbé la procédure. Le groupe a distribué du matériel anticapitaliste prônant le renversement du gouvernement et un a tiré un coup de feu. Le groupe a été arrêté sur les lieux.

## Participants
- République de Chine
- Empire du Japon
- Philippines

## Sports
- Athlétisme
- Baseball
- Basket-ball
- Football
- Natation
- Plongeon
- Tennis
- Volley-ball